# Stora Skärgölen
Stora Skärgölen är en sjö i Norrköpings kommun i Östergötland och ingår i Kilaån-Motala ströms kustområde. Sjön har en area på 0,0521 kvadratkilometer och ligger 87,5 meter över havet.

## Delavrinningsområde
Stora Skärgölen ingår i det delavrinningsområde (650885-151489) som SMHI kallar för Inloppet i Ågelsjön. Medelhöjden är 99 meter över havet och ytan är 4,18 kvadratkilometer. Räknas de 2 avrinningsområdena uppströms in blir den ackumulerade arean 17,66 kvadratkilometer. Hultån som avvattnar avrinningsområdet har biflödesordning 2, vilket innebär att vattnet flödar genom totalt 2 vattendrag innan det når havet efter 10 kilometer. Avrinningsområdet består mestadels av skog (95 procent). Avrinningsområdet har 0,14 kvadratkilometer vattenytor vilket ger det en sjöprocent på 3,5 procent.